# Reilia eryngioides
Reilia eryngioides är en flockblommig växtart som beskrevs av Ernst Gottlieb von Steudel. Reilia eryngioides ingår i släktet Reilia och familjen flockblommiga växter. Inga underarter finns listade i Catalogue of Life.